# Popp Dich schlank!
Popp Dich Schlank! ist eine deutsche Fernseh-Komödie aus dem Jahr 2005.

## Handlung
Paul und Paula sind die besten Freunde. Sie arbeiten als Fernsehautoren für die Show von Bruno. Paul ist in Maria verliebt, eine alte Jugendliebe, und hat ein schwaches Selbstbewusstsein. Daher versucht er seine überflüssigen Pfunde durch Sport zu reduzieren. Unglücklicherweise klappt es nicht so wie erwünscht. Mit Hilfe von Paula macht er eine Sex-Diät, bei der es nur um den Beischlaf geht, ohne Zärtlichkeiten und Intimitäten. Die Diät wird ein Erfolg, nur der Vorsatz, sich nicht näher zu kommen, scheitert. Beide verlieben sich ineinander und wollen es sich anfangs nicht eingestehen. Vielmehr entstehen mehrere Verwechslungen, Eifersüchteleien und Streitigkeiten, bevor beide zusammenkommen.

## Kritik
„(Fernseh-)Komödie, die eine recht derbe Antwort auf den stets aktuellen Schlankheits- und Diätwahn liefert.“

„Hängt manchmal etwas, startet dann wieder durch und wird zum Glück nie peinlich und zotig. Fazit: Auf alle Fälle besser als Körnerfutter.“

## Veröffentlichung
Der Film wurde am 17. März 2005 zum ersten Mal auf ProSieben ausgestrahlt. Die Gesamtzuschauerzahl betrug 3,36 Millionen bei einem Marktanteil von 10,6 Prozent. In der werberelevanten Zielgruppe der 14- bis 49-Jährigen sahen 2,52 Millionen Zuschauer bei einem Marktanteil von 19,4 Prozent zu.
Seit dem 27. Juli 2012 ist der Film auch auf DVD erhältlich. Im Ausland wurde der Film unter anderem auch in Ungarn gezeigt.